# Bêta-2-mimétique

Structure chimique du salbutamol, un β_{2}-mimétique

La classe des bêta-2-mimétiques ou Bêta-2-stimulants (ou agonistes β-2 adrénergiques) fait partie des bronchodilatateurs, médicament destiné à traiter ou à prévenir la bronchoconstriction ou bronchospasme, dans une maladie telle que l'asthme.

## Mécanisme d'action
Le récepteur β2-adrénergique est présent dans muscles lisses du poumon. Lorsqu'il est activé, il permet la relaxation des muscles. Les muscles relâchés permettent d'augmenter le diamètre de la lumière bronchique.
Les récepteurs β-adrénergiques sont couplés aux protéines Gs. Une stimulation agoniste aux récepteurs β va augmenter l'activité de l'adénylate cyclase qui va elle-même augmenter l'activité de l'APM cyclique (APMc). L'APMc va ensuite activer les protéines-kinase A (PKA) qui va phosphoryler d'autres protéines dont la myosin light chain kinase (MLCK), responsable de la contraction musculaire. La phosphorylation des MLCK va limiter son activation par le complexe calcium-calmoduline et donc limiter la contraction musculaire. Un 2e mécanisme complémentaire à partir de l'AMPc va également permettre de diminuer la présence du calcium et réduire l'activation de la calmoduline.

## Effets indésirables
Les effets indésirables surviennent notamment lors de la prise du médicament par voie parentérale ou oral :
- une tachycardie secondaire à la vasodilatation périphérique. La tachycardie peut s’accompagner de palpitations ;
- des tremblements, des sueurs, de l’agitation ;
- des effets plus graves comme un œdème pulmonaire, ischémie myocardique, arythmies cardiaques, sont exceptionnels ;
- des aggravations de l’asthme ont été observées chez des malades recourant à une posologie élevée de ß2-mimétiques, mais on ne sait pas s’il s’agit d’une évolution spontanée de la maladie ou d’un effet indésirable des ß2-mimétiques. Les excipients, en particulier le sulfite, pourraient contribuer aux effets indésirables. La perte possible de l’activité bronchodilatatrice des ß2-mimétiques pourrait être atténuée par la prise de glucocorticoïdes.

## Exemples
Cette classe comprend des médicaments à action rapide tels que : 
- le salbutamol (Albutérol, Ventoline) ;
- le triacétate de pirbutérol (en) (spécialité Maxair) ;
- la terbutaline (Bricanyl) ;

et des médicaments plus lents agissant sur une plus longue période tels que :
- le salmétérol (Sérévent) ;
- le formotérol (Foradil) ;
- le bambutérol (Oxéol).

## Utilisation
Les Bêta-2-mimétiques ne sont plus préconisés dans les cas de menace d'accouchement prématuré,, afin de faire cesser les contractions utérines, en effet il existe des contre-indications cardiaques,. Les formes injectables gardent toutefois une restriction d'utilisation.